# Nova Odessa
Nova Odessa este un oraș în São Paulo (SP), Brazilia.